# Franciszek Leszczyński (franciszkanin)
Franciszek Leszczyński z Leszny, właśc. Wojciech Leszczyński herbu Korczak – polski właściciel ziemski, franciszkanin konwentualny.

## Życiorys
Wywodził się z rodu Leszczyńskich herbu Korczak z Leśnej (wzgl. Leszny) na ziemi sanockiej. Urodził się jako Wojciech Leszczyński. Był synem Jana Leszczyńskiego i Barbary z Kowalkowa. Jego rodzeństwem byli: Hiacynt, Tomasz (urzędnik sądowy), Jan, Piotr, Zofia, Barbara, Katarzyna.
26 lutego 1644 w Trójcy poślubił Jadwigę Humnicką. Miał synów Piotra i Wojciecha. Wspólnie z bratem Tomaszem został dziedzicem Dudyniec i Jędruszkowiec pod Sanokiem. 
Po śmierci żony wstąpił do zakonu franciszkanów i przyjął imię zakonne Franciszek. Przy składaniu ślubów zakonnych jako nowicjusz w 1692 dokonał zrzeczenia się swoich praw do majątku i przekazał w darowiźnie na rzecz konwentu franciszkanów w Krośnie sumę 1000 zł. (z kwoty 11 tys. zł. zapisanej mu w 1691 przez komornika sanockiego, Stanisława Pełkę z Grabownicy). Został gwardianem klasztoru franciszkanów w Sanoku. Tam dokonał budowy murowanego kościoła i klasztoru. W 1695 został przełożonym (prezydentem) klasztoru franciszkanów w Krośnie. W 1698 ponownie był gwardianem sanockim. Pełnił też funkcje prokuratora dla spraw sądowych konwentu krośnieńskiego i przemyskiego.